# Альпирсбах
Альпирсбах (нем. Alpirsbach) — город в Германии, в земле Баден-Вюртемберг.
Подчинён административному округу Карлсруэ. Входит в состав района Фройденштадт.  Население составляет 6583 человека (на 31 декабря 2010 года). Занимает площадь 64,55 км². Официальный код  —  08 2 37 002.
Город подразделяется на 6 городских районов.

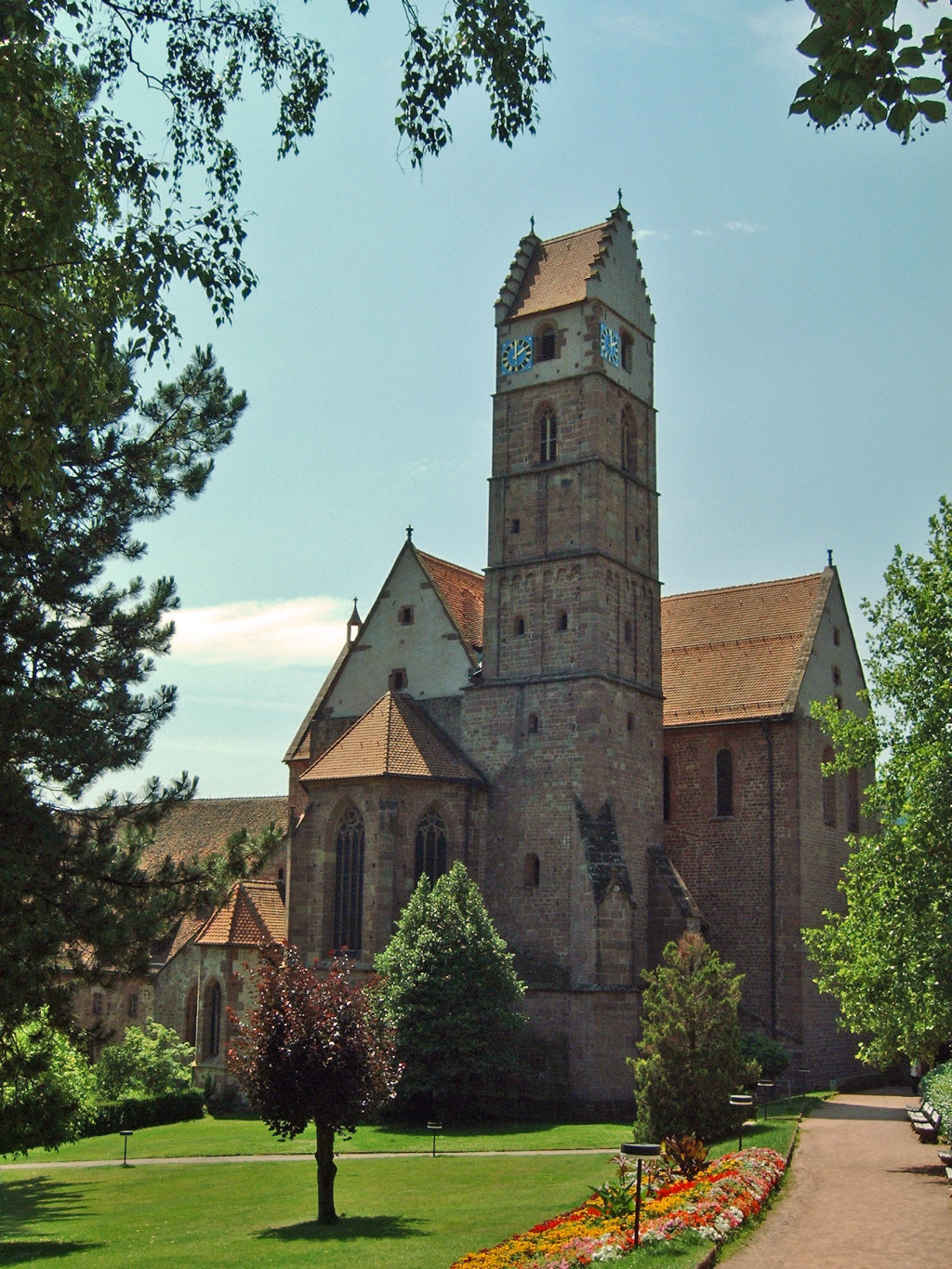
Монастырь